# Universidad de San Carlos Club de Fútbol
L'Universidad de San Carlos Club de Fútbol è una società calcistica guatemalteca con sede nella città di Città del Guatemala. Milita nella Liga Nacional de Fútbol de Guatemala, la massima divisione del campionato guatemalteco. La squadra gioca le partite casalinghe all'Estadio Revolución Ciudad de Guatemala e rappresenta l'Universidad de San Carlos de Guatemala.

## Palmarès

### Altri piazzamenti
- Campionato guatemalteco:

Secondo posto: 1956